# Michael Kohajda
Michael Kohajda (* 23. ledna 1981 Šumperk) je český politik, právník a vysokoškolský učitel, bývalý proděkan Právnické fakulty Univerzity Palackého v Olomouci, od května 2025 rektor Univerzity Palackého v Olomouci, od roku 2021 poslanec Poslanecké sněmovny PČR, od roku 2014 zastupitel (v letech 2014 až 2022 také radní) města Šumperk, nestraník za KDU-ČSL.

## Život
Vystudoval právo na Právnické fakultě Univerzity Palackého v Olomouci. V doktorském studiu práva a právních věd pokračoval na Právnické fakultě Univerzity Karlovy, kde v roce 2016 habilitoval v oboru finanční právo a finanční věda. Finanční právo přednášel na právnických fakultách v Olomouci a Praze, současnosti už jen na olomoucké fakultě.
V letech 2011 až 2016 byl členem pracovní komise Legislativní rady vlády. V letech 2014 až 2024 byl členem rozkladové komise ministra financí pro oblast hazardních her.
V letech 2020 až 2025 zastával funkci proděkana Právnické fakulty Univerzity Palackého pro doktorské studium, kvalifikační řízení a finance. V roce 2025 byl zvolen rektorem téže univerzity.
Je společníkem advokátní kanceláře ze sídlem v Olomouci, která se na finanční a daňové právo specializuje.
Michael Kohajda žije ve městě Šumperk.

## Politické působení
V komunálních volbách v roce 2010 kandidoval jako nezávislý na kandidátce subjektu „KŘESŤANŠTÍ DEMOKRATÉ PRO ŠUMPERK“ do Zastupitelstva města Šumperk, ale neuspěl. Zvolen byl až ve volbách v roce 2014 jako nezávislý a zároveň lídr kandidátky subjektu „KDU-ČSL a nezávislí - Pro Šumperk“. Na konci října 2014 se navíc stal radním města. Ve volbách v roce 2018 mandát zastupitele města jako nezávislý za subjekt „PRO ŠUMPERK - KDU-ČSL a nezávislí kandidáti“ obhájil. Na začátku listopadu 2018 se stal opět radním města. Byl též členem orgánů městských společností v oblasti lesního hospodářství, zásobování teplem, správy sportovišť a vodárenství. V komunálních volbách v roce 2022 kandidoval do zastupitelstva Šumperka z 5. místa kandidátky subjektu „Srdcem PRO ŠUMPERK – KDU-ČSL a nezávislí“. Vlivem preferenčních hlasů však skončil třetí, a obhájil tak mandát zastupitele města, radním ale již zvolen nebyl.
Ve volbách do Poslanecké sněmovny PČR v roce 2013 kandidoval jako nestraník za KDU-ČSL v Olomouckém kraji, ale neuspěl. Ve volbách do Poslanecké sněmovny PČR v roce 2021 kandidoval jako nestraník za KDU-ČSL na 7. místě kandidátky koalice SPOLU (tj. ODS, KDU-ČSL a TOP 09) v Olomouckém kraji. Vlivem 6 579 preferenčních hlasů skončil nakonec čtvrtý a stal se poslancem.

## Rektor
Dne 22. ledna 2025 byl ve druhém kole zvolen kandidátem na rektora Univerzity Palackého v Olomouci, když získal 14 hlasů (ke zvolení bylo třeba 13 hlasů) a porazil tak fyzika Tomáše Opatrného. Do funkce jej pak jmenoval prezident ČR Petr Pavel, a to s účinností od 1. května 2025. Ve funkci rektora tak nahradil Martina Procházku. S ohledem na výkon rektorských funkcí se rozhodl neobhajovat svůj poslanecký mandát.